# Hardtner
Hardtner è una città degli Stati Uniti d'America della Contea di Barber, nello Stato del Kansas.

## Storia
Hardtner è stata fondata nel 1887. Il nome dato alla cittadina deriva dal suo fondatore, il Dr. John Hardtner, un proprietario terriero.